# Anomura
Anomura (por vezes Anomala) é um agrupamento taxonómico com a categoria de infraordem que inclui um conjunto de superfamílias de crustáceo decápodes, incluindo os caranguejos-eremitas e outros. Os caranguejos verdadeiros são classificados apenas no grupo-irmão de Anomura, os Brachyura, entretanto alguns representantes da infraordem Anomura são por vezes confundidos por esse nome, como os representantes da superfamília Galatheoidea; contudo há representantes que nada se assemelham a caranguejos, como os representantes da superfamília Hippoidea, ou assemelham-se de forma intermediária, como os Pagurus. Anomura e Brachyura formam em conjunto o clado Meiura. A infraordem possui grande diversidade de crustáceos decápodas como ermitões, "caranguejos-areia", "caranguejos-reais" e "caranguejos-porcelana" com aproximadamente 2500 espécies descritas até hoje.

## Descrição
Mesmo tendo passado por algumas alterações, como a inclusão e exclusão dos Thalassinidea (popularmente conhecidos como corruptos) e a exclusão dos Dromiacea, a filogenia da infraordem Anomura se manteve estável nas últimas décadas apesar de consistir de grupos de crustáceo decápodes morfologicamente e ecologicamente heterogêneos. Por conta dessa diversidade, Anomura, que atualmente abrange os três grandes grupos Galatheoidea, Hippoidea e Paguroidea, tem atraído a atenção de taxonomistas e geneticistas a décadas em uma tentativa de estabelecer os graus de parentesco entre os grandes grupos.
O debate mais recente sobre a filogenia de Anomura tem tido como base os eventos de carcinização (o surgimento de caracteres similares aos de caranguejos). Esse debate tem como base a hipótese conhecida como "Hermit to King" que trabalha com a derivação dos assimétricos Ermitões aos simétricos Caranguejos Reais.
Com base nos dados morfológicos e de filogenia molecular há aceitação generalizada que os Anomura e os Brachyura (verdadeiros caranguejos) são grupos irmãos, formando conjuntamente o clado Meiura.
O nome Anomura deriva de uma antiga classificação na qual os decápodes reptantes eram divididos em Macrura (com caudas longas), Brachyura (com caudas curtas) e Anomura (com outros tipos de cauda). O nome alternativo Anomala reflete a variedade pouco usual de formas que estão incluídas no agrupamento. Apesar de todos os caranguejos partilharem óbvias semelhanças morfológicas, os vários grupos de Anomura são notavelmente dissimilares.
Como os restantes decápodes (literalmente dez-pernas), os Anomura apresentam dez pereiópodes, mas o último par está reduzido em tamanho e está frequentemente localizado no interior da câmara branquial (debaixo da carapaça) para ser usado na limpeza das brânquias. Como esta disposição dos apêndices corporais é muito rara entre os verdadeiros caranguejos (mas existe, como por exemplo na pequena família Hexapodidae), um "caranguejo" com apenas oito pereiópodes visíveis é geralmente um membro dos Anomura.  O abdome geralmente reduzido, pode estar ou não flexionado sob o cefalotórax.
O grupo é principalmente representado pelos ermitões, que são decápodes que fazem de abrigo conchas vazias de Gastrópodes.

## Anatomia
Os Anomura podem apresentar abdômen mole e torcido de maneira assimétrica, como nos ermitões ou simétrico, curto e flexionado sob o tórax. Os Anomura que apresentam o abdômen torcido habitam conchas de gastrópodes ou outras estruturas vazias que possam ser encontradas em seu ambiente, tais como garrafas de vidro e embalagens plasticas, e trocam de "casa" conforme vão realizando a ecdise.
Nessa infraordem o primeiro par de pereópodes é quelado e o terceiro par nunca é quelado. O segundo, quarto e quinto pares são geralmente simples, mas podem ser quelados ou subquelados em alguns casos.O quinto par de pereópodes geralmente apresenta-se de forma reduzida, não sendo visível externamente e possui função de limpeza das brânquias, não sendo utilizado como apêndice locomotor. Apresentam pleópodes reduzidos ou ausentes e os olhos encontram-se posicionados mais internamente em relação ao segundo par de antenas.
O seu estágio larval, conhecido como larva Zoé, apresenta corpo mais comprido, com o espinho rostral direcionado anteriormente.

## Evolução
Ainda no século XIX, as classificações filogenéticas eram baseadas em características anatômicas incluindo o estudo de maxilípedes, antenas, brânquias e tipos de larva, mas tais hipóteses filogenéticas se diferenciavam em níveis mais altos de classificação taxonômicas. Atualmente, o grupo ainda é estudado e debatido com apoio tanto das características morfo-anatômicas quanto da recente biologia molecular, revisando a filogenia do grupo e suas relações ao nível de família, gênero e espécie. Como definido recentemente a infraordem Anomura possui 7 superfamílias, 20 famílias, 335 gêneros e mais de 2500 espécies.  Entretanto, o monofiletismo de Anomura é amplamente aceito, e é consistentemente considerado grupo irmão de Brachyura. Dentro de Anomura, uma das questões mais debatidas é a relação entre "caranguejos reais" e ermitões, que, desde o início dos anos 1800, estudos sugerem relação mais próxima entre os dois grupos, embora características anatômicas pareçam refutar tal hipótese. Os "caranguejos reais" possuem um corpo mais assemelhado a caranguejos verdadeiros, enquanto que os ermitões são relativamente pequenos e usam conchas de moluscos para proteção. A primeira hipótese para explicar a relação entre os dois grupos sugere que os "caranguejos reais" evoluíram após abandonar as conchas de moluscos, sofrendo transformações morfológicas resultando em um corpo parecido a caranguejos verdadeiros, enquanto uma segunda hipótese sugere que ermitões tenham surgido a partir de um ancestral comum aos "caranguejos reais". As diferentes configurações do corpo de Anomura, que podem ir da anatomia de ermitões até se assemelhar a caranguejos e lagostas, podem ser explicadas pelo processo de carcinização, que surge diversas vezes no grupo. Carcinização é o processo de transformação corporal de crustáceos assemelhando-se a caranguejos verdadeiros. A carcinização de Paguroidea levou evolutivamente ao surgimento de corpos encontrados na superfamília Lithoidoidea, enquanto que a carcinização em Galathoidea levou a evolução de corpos que se assemelham a porcelanídeos. A carcinização é o principal ponto de debate em relação a evolução da infraordem, sendo que a aquisição de corpos semelhantes a caranguejos verdadeiros foi o principal fator de diversificação do grupo assim como ofereceu vantagens evolutivas, por meio de evoluções paralelas do caráter com múltiplos eventos de carcinização que apareceram na história dos Anomura independentemente.
Devido sua  grande diversidade morfológica e ecológica observada em aproximadamente 2500 espécies descritas até hoje, a infraordem Anomura ainda mantém relações filogenéticas sem resolução. Anomuras possuem uma diversidade de especializações ecológicas assim como foram capazes de colonizar diferentes ecossistemas, sendo encontrados em água doce, anquialinos, fontes hidrotermais e até mesmo em ambiente terrestre. Nos oceanos, podem ainda ser encontrados até 5000 metros de profundidade. Acredita-se que o ancestral de Anomura era simétrico e com corpo semelhante a  "caranguejos verdadeiros", e que a origem do grupo tenha ocorrido no final do Permiano, há aproximadamente 260 milhões de anos. Hippoidea é reconhecido como brachyura primitivo e deriva há aproximadamente 221 milhões de anos de um ancestral semelhante a  "caranguejos verdadeiros", mesmo que essa data seja mais antiga que o fóssil mais antigo da família, acreditando-se que formas extintas de Hippoidea tenham se estendido até o Triássico. No final do período Triássico, há aproximadamente 205 milhões de anos, surgem as superfamílias Chirostyloidea, Galathoidea, Limisoidea, Paguroidea, Lithodoidea, coincidindo com as datações dos fósseis de cada família. Há aproximadamente 137 milhões de anos, a partir de ancestrais com corpo semelhante a lagostas, surge a superfamília Aeglidea, que compreende o único grupo restrito a água doce encontrado em cavernas, lagos e rios ao longo da região Neotropical da América do Sul. Fósseis sugerem que o seu surgimento ocorreu nos oceanos, mas sua completa restrição a ambientes de água doce se dá por uma transição completa que ocorreu em algum momento no final do período Cretáceo e do Mioceno, com o soerguimento da Cordilheira dos Andes. A transição possibilitou a rápida diversificação do grupo há aproximadamente 13 milhões de anos. As famílias de Galathoidea diversificam há 180 milhões de anos, incluindo as famílias Munidopsidae, Munididae, Galatheidae e Porcellanidae. Neste último grupo ocorre o primeiro evento de carcinização há 150 milhões de anos, pois evoluíram de um ancestral com corpo semelhante a lagostas no meio do período Jurássico há aproximadamente 172 milhões de anos, mas tomam anatomia de caranguejos verdadeiros. Lomisoidea e Chirostyloidea divergiram há 122 milhões de anos de um ancestral com corpo semelhante a lagostas, mas o evento de carcinização ocorre apenas em Lomisoidea, enquanto Chirostyloidea mantém a anatomia do ancestral. Propostas atuais sobre a história evolutiva dos ermitões baseados em estudos larvais indicam que o grupo surgiu a partir das linhagens Coenobitoidea e Paguroidea independentemente, que posteriormente formou a superfamília monofilética Paguroidea mais aparentada a Lithodidae - grupo dos "caranguejos reais" - e Hapalogastridae.
Baseado em análises moleculares do genoma mitocondrial, Brachyura e Anomura formam um grupo monofilético reconhecidos como o grupo taxonômico Meiura. Dentro da infraordem, a familia Paguroidea é polifilética, enquanto que Paguridae compartilha semelhanças significativas com Lithodoidea reforçando a hipótese que os ermitões evoluíram de um ancestral comum aos "caranguejos reais".

## Classificação
A infraordem Anomura está dividida em nove superfamílias:
| SUPERFAMÍLIA   | Membros               | Famílias                                                                                      | .                                           |
| -------------- | --------------------- | --------------------------------------------------------------------------------------------- | ------------------------------------------- |
| Aegloidea      | Aegla                 | Aeglidae Haumuriaegla † Protaegla †                                                           |                                             |
| Chirostyloidea |                       | Chirostylidae Eumunididae Kiwaidae                                                            | Eumunida picta                              |
| Galatheoidea   | caranguejos-porcelana | Chirostylidae Galatheidae Porcellanidae † Retrorsichelidae                                    | Munidopsis serricornis (Munidopsidae)       |
| Hippoidea      | caranguejos-da-areia  | Albuneidae Blepharipodidae Hippidae                                                           | Blepharipoda occidentalis (Blepharipodidae) |
| Lithodoidea    | caranguejos-reais     | Hapalogastridae Lithodidae                                                                    | Lithodes santolla (Lithodidae)              |
| Lomisoidea     |                       | Lomisidae                                                                                     | Lomis hirta.                                |
| Paguroidea     | caranguejos-eremita   | Coenobitidae Diogenidae Paguridae Parapaguridae Parapylochelidae Pylochelidae Pylojacquesidae | Coenobita clypeatus (Coenobitidae)          |

O mais antigo fóssil atribuído ao grupo Anomura pertence ao género Platykotta, do Noriano–Rético dos Emirados Árabes Unidos.

## Aeglidae
A família Aeglidae apresenta três gêneros: Aegla, Protaegla e Haumuriaegla. Aegla é o único gênero com representantes atuais, enquanto que os gêneros Protaegla e Haumuriaegla foram extintos e são observados apenas em fósseis marinhos, indicando a possível origem marinha dessa família. As famílias Aeglidae, Chirostylidae, Porcellanidae e Galatheidae eram tradicionalmente incluídas na superfamília Galatheoidea por similaridades morfológicas, porém análises moleculares e filogenéticas, como também a ultraestrutura de espermatozóides elevaram Aeglidae a superfamília, postulado por McLaughlin et al. (2007).
Os representantes do gênero Aegla podem ser encontrados em rios, lagos, riachos e cavernas de água corrente da América do Sul, ocorrendo desde a Bacia do Rio Grande do Sul até o Chile. O gênero possui 83 espécies descritas, embora aproximadamente 70% das espécies de Aegla estejam ameaçadas de extinção. É o táxon de crustáceo decápode mais ameaçado, pois está restrito a áreas de água doce, que é um alvo ações antrópicas. A distribuição de eglídeos ocorre principalmente em seis países da América do Sul - Chile, Bolívia, Paraguai, Uruguai e Brasil - sendo eles o único gênero de Anomura restrito a regiões neotropicais da América do Sul. Mais da metade do total das espécies estão no Brasil e quarenta e duas delas são endêmicas da região sul e sudeste do país. A alta taxa de endemismo levou muitas populações a extinção devido a perda de habitat, fragmentação de território, destruição e contaminação de rios por pesticidas agrícolas ou até mesmo mudanças climáticas. Esses organismos são restritos a águas doce e limpas e com alta concentração de oxigênio, fazendo desses animais bons indicadores para qualidade de água. A formação da Cordilheira do Andes levou a separação das populações de Aegla, sendo uma importante barreira geográfica que levou as diferentes populações encontradas atualmente. Da perspectiva ecológica, os eglídeos são únicos, pois fazem parte da única família de Anomura completamente restrita a água doce e bem oxigenada. O táxon Aegla teve origem em ambientes marinhos no início do Terciário da Era Cenozoica, aproximadamente há 60 milhões de anos, enquanto que os representantes dos táxons Protaegla e Haumuriaegla não sobreviveram a grande extinção da passagem do período Mesozoico e Cenozoico.
Eglídeos aquáticos são geralmente onívoros se alimentando de detritos animais, algas e larvas aquáticas de invertebrados, assim como são mais ativos durante a noite já que durante o dia são geralmente inativos ou procuram proteção sob pedras. O tamanho dos eglídeos difere conforme o sexo, uma característica comum em decápodes sendo os machos maiores do que as fêmeas. O dimorfismo sexual relacionado ao tamanho desses animais pode ser explicado pela remobilização de energia para a reprodução que ocorre nas fêmeas, enquanto que em machos essa energia é direcionada ao crescimento. As quelas de muitos decápodas são isométricas até a puberdade, quando ocorre aumento relativo em seu tamanho, principalmente em machos, enquanto nas fêmeas as quelas continuam do mesmo tamanho. Das duas quelas, a maior é utilizada em comportamentos agonísticos e agressivo entre machos, ao passo que as quelas menores são usadas para caça e comportamento sexual. As quelas são os pares de pereópodes mais versáteis para comportamento de defesa e confronto entre machos, o que as torna também os pares mais vulneráveis a autotomia.
Em ambos os sexos, o desenvolvimento das gônadas ocorre logo após a primeira muda. As características sexuais secundárias são aquelas consideradas diretamente relacionadas a copulação ou incubação de ovos, que no caso de eglídeos machos é o tamanho do primeiro par de pereópodes (ou desenvolvimento de tubo sexual em algumas espécies de Anomura); e em fêmeas, o tamanho do abdômen. É possível observar, próximo ao fim da fase de maturação sexual em fêmeas, duas listras vermelho brilhante através da camada fina translúcida de cutícula que recobre a face ventral do pleon evidenciando o desenvolvimento do ovário. O início do desenvolvimento do ovário ocorre exclusivamente na região do cefalotórax, entretanto conforme a maturação dos ovários avança, os lobos posteriores das gônadas são gradualmente estendidos no pléon e podem mudar de cor já na fase de vitelogenia. Comparações entre estruturas reprodutivas e tamanho do corpo de eglídeos indicam que significativas mudanças ocorrem nesses animais antes de atingiram a maturidade sexual, sendo observado padrões similares de desenvolvimento em diferentes espécies de Aeglea. Geralmente no mês de Maio, as fêmeas apresentam comportamento ovígero que indica o início do período reprodutivo das fêmeas de população de eglídeos. Em diferentes espécies é possível encontrar diferentes períodos determinados pelas estações do ano, com períodos reprodutivos curtos (de 4 a 7 meses) ou de períodos reprodutivos longos (de 8 a 12 meses). Aegla franca possui um período reprodutivo curto que varia normalmente entre o meio do outono e o fim do inverno, ou início da primavera. Pode-se ainda encontrar espécies com período reprodutivo estendido (de 8 a 12 meses) como na espécie Aegla longirostri, mas seu período de reprodução mais intenso coincide com o mesmo padrão sazonal encontrado em Aegla franca, que também é o mais comum entre as espécies de eglideos. Os machos de Aegla franca podem apresentar o primeiro par de quelas mais robustos e maiores do que outros sendo esta característica utilizada para diferenciar dois morfotipos na espécie (morfotipo 1 e 2). Outras espécies Aegla castro, A. perobae, A. strinatii e A. paulensis possuem machos dos dois morfotipos e períodos reprodutivos sazonais bem marcados, entretanto não se sabe se os morfotipos ocorrem em espécies de período reprodutivo longo. Ambos morfotipos coexistem na mesma população, mas a hipótese mais aceita é que apenas os indivíduos com quelas mais robustas (morfotipo 2) são os machos sexualmente ativos, já que esse tipo de morfotipo cresce dramaticamente na população e torna-se dominante no mesmo período em que as fêmeas estão sexualmente maduras. É considerado que os morfotipos são fases sequenciais de desenvolvimento indicando machos sexualmente maduros na população, já que quelas maiores e robustas seriam vantajosas em interações agressivas entre machos no período de cópula, e ainda seriam uma característica para seleção sexual envolvendo apenas os machos sexualmente maduros, isto é, machos do morfotipo 2.
O comportamento pré-copulatório ocorre quando machos encontram fêmeas, sejam elas sexualmente maduras ou não, e sua primeira resposta é agressiva e agonística caracterizada pela utilização das quelas em sinal de defesa. Esse comportamento agonístico em relação a fêmea estaria relacionado ao reconhecimento sexual da fêmea pelo macho, como ocorre em outros decápodes, ou ainda para reconhecimento de fêmeas sexualmente maduras e se estão em estágio inicial ou avançado do desenvolvimento sexual, como ocorre em Homarus americanus. Antes da cópula as fêmeas podem apresentar contrações no abdômen a fim de mobilizar gametas para o poro genital, pois assim que a cópula começa, a fêmea já está ovulando. O macho apresenta vibrações abdominais como forma de estimulação para induzir a fêmea à cópula. Os machos levantam as fêmeas e elas geralmente ficam acima deles na cópula. Esse comportamento de cópula pode aumentar as chances de sucesso ou ainda ajudar a mobilização de ovócitos para câmara abdominal onde os zigotos serão mantidos. Nessa posição ambos abrem a câmara abdominal para liberação de gametas. Após a cópula o macho solta a fêmea e ela se distancia comprimindo sua câmara abdominal. O macho se aproxima novamente da fêmea a fim de protege-la, enquanto ela limpa sua cavidade abdominal já com ovócitos, fecundados com o seu quinto par de pereópodes.
O desenvolvimento pós-embrionário é direto, embora seja possível observar estágios larvais associados a morfologia de larva zoea e magalopal no zigoto em desenvolvimento. Os ovúlos de cor laranja e elípticos ficam ligados a mãe por um pequeno pedúnculo como ocorre em Brachyura. Com o desenvolvimento da fase Zoea, estruturas como olhos, cérebro e gânglios cerebrais, apêndices, tecido muscular e aparelho digestivo já podem ser observados. Os novos indivíduos são similares ao adulto, mas com morfologia juvenil e com carapaça ainda transparente, e a mãe apresenta comportamento protetor com eglídeos juvenis apegados aos seus pleópodes. A semelhança entre juvenis e adultos incluem características morfológicas como forma e segmentos do corpo, apêndices (exceto pleópodes), com comportamento bentônico.

## Hippoidea

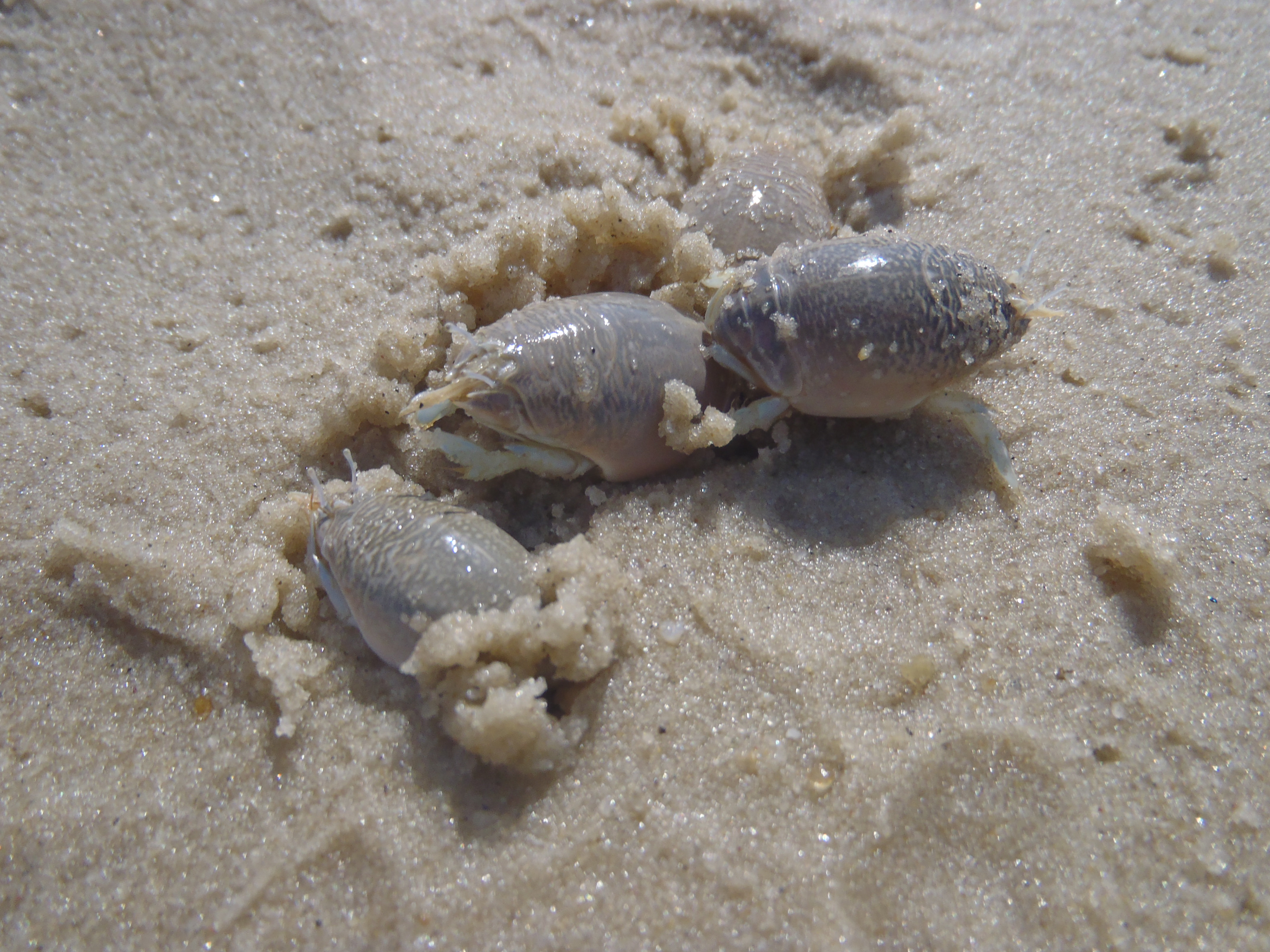
Hippoidea

Hippoidea são uma super família pertencente a Anomura adaptada a viver enterrada na areia, predominantemente nos trópicos. Conhecidos como caranguejos-da-areia, ou pelos nomes comuns de tatuí ou tatuíra, apresentam como sinapomorfias a presença de carapaça ovalada altamente convexa com extensões laterais que recobrem o corpo do animal com exceção do primeiro par de pereiópodes. Apresentam télson alongado, além de mandíbulas reduzidas a ponto de não serem funcionais como órgão para alimentação. O terceiro maxilípede não possui exopodito e o primeiro pereópode não é quelado. Como os outros Anomura, não são considerados caranguejos verdadeiros. Dentro dessa super família constam três famílias, Albuneidae, Hippidae e Blepharipodidae que são separadas de acordo com o formato da carapaça, o primeiro par de pernas e a característica das guelras. Recentes estudos moleculares indicam que a característica de se enterrar na areia surgiu tanto em Albuneidae quanto em Blepharipodidae indicando uma convergência evolutiva.
Atualmente, as 9 espécies fósseis conhecidas de Hippoidea são, Albunea asymmetrica, A. cuisiana, A. hahnae, A. turritellicola, Harryhausenia galantensis, Italialbunea lutetiana, Lophomastix antiqua, Praealbunea rickorum e Stemonopa prisca. Oito delas são conhecidas através de materiais bem preservados, sendo apenas Albunea asymmetrica conhecida através de fragmentos. Apesar desses fósseis não apresentarem caracteres mais pertinentes para a identificação, como guelras, télson, e pleópodes, muitas das espécies fósseis conhecidas são caracterizadas por mais características do que apenas o material da carapaça encontrado.
Apenas Praealbunea rickorum é encontrada no Cretáceo, o restante dos registros fósseis ocorre no Eoceno.

## Paguroidea

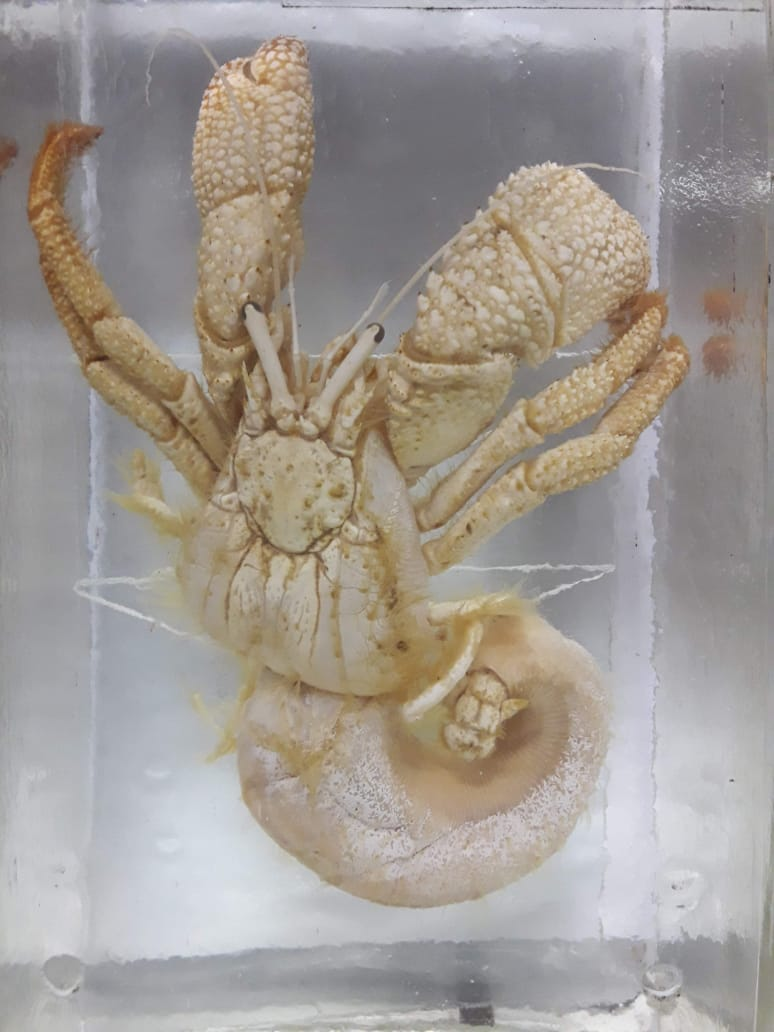
Petrochirus diogenes

Paguroidea é uma superfamília da infraordem Anomura sendo representado principalmente por ermitões, que tem por característica adaptações para ocupação de conchas ou outros tipos de cavidades para proteção, dissecação ou estresse osmótico, alojamento e mobilidade. Tais características podem ter contribuído para a ocupação desses animais em ambientes marinhos e costões rochosos. Essas características, na maior parte das espécies da família, estão associadas a mudanças morfológicas e assimetrias ocorridas na metamorfose da larva em adulto, desenvolvidas ao longo do tempo evolutivo, o que gerou corpos similares a caranguejos verdadeiros, encontrados no grupo irmão de Anomura, Brachyura. Os ermitões são reconhecidos por possuir abdômen não segmentado, mole e geralmente enrolado para a direita sendo protegido por conchas vazias de gastrópodes. Há aproximadamente 800 espécies de ermitões, e apenas uma família (Coenobitidae) com doze espécies são semi-terrestres, enquanto todas as outras espécies são marinhas. A maior parte das espécies de Paguroidea são onívoras e detritivas. As principais fontes de nutrientes de sua dieta podem ser identificados pela antena secundária. A versatilidade do comportamento alimentar pode ter sido uma das principais causas para o sucesso do grupo. O comportamento oportunista é recorrente nesses animais, o que promove tanto versatilidade alimentar quanto de ambiente. Podem se alimentar de algas, outros crustáceos, poliquetos, esponjas, diatomáceas e foraminíferos. Sua dieta pode variar de acordo com o ambiente, indo de comportamento predatório/canibal a filtração, e foi observado casos em que comiam partes de seu próprio corpo que haviam caído ou que estavam danificadas. Algumas espécies como Petrochirus diogenes podem apresentar comportamento predatório, enquanto outras como a espécie semi-terrestre Birgus lastro é capaz de se alimentar a partir de filtração.
Ermitões são geralmente representados em conchas de gastrópodes, entretanto membros de grupos filogeneticamente diferentes podem ser encontrados em conchas de Scaphopoda como P imafukui. Considera-se que esses ermitões tenham se adaptado secundariamente à conchas não espirais. Os ermitões podem contrair o abdômen em uma concha, onde estão firmemente conectados, criando um movimento de defesa rápido em caso de perigo.  Em ambientes como a Baia de Panama, as conchas disponíveis eram geralmente menor do que aquelas que ermitões possuem preferência natural, e foi observado tamanho menor de indivíduos. Quando pesquisadores disponibilizaram conchas maiores houve um crescimento acelerado do tamanho dos ermitões. Logo, as conchas também limitam o crescimento dos ermitões, assim como pode limitar uma população. Quando a distribuição de conchas é relativamente boa, os ermitões crescem muito, mas quando a distribuição de conchas é ruim ou baixa, seja pela qualidade da concha ou por sua escassez, todo o esforço dos ermitões é direcionado para a reprodução. As conchas são selecionadas pelos ermitões, independentemente de seu sexo, a partir de características como volume, peso, tamanho, formato, ângulo do eixo da columela (no caso de conchas gastrópodes) assim como o estado da concha. Isso ocorre pelo fato de sua concha se desgastar por abrasão física entre o ermitão e a concha. É possível observar uma variedade de conchas habitadas por ermitões, mesmo com os padrões utilizados por eles para selecionar sua nova concha. Este comportamento pode ser influenciado por fatores ecológicos, já que indivíduos podem ou não se mudar para outras conchas dependendo de sua necessidade de crescimento. Foi observado que mesmo com a disponibilidade de conchas maiores, alguns ermitões não deixavam as suas para crescer mais.  As conchas também oferecem proteção aos ovos, que assim como os ermitões, também são encobertos pela concha protegendo-os de impactos ou predação. Quando comparado a outros crustáceos a característica confere maior mobilidade as fêmeas de ermitões já que elas não carregam seus ovos dentro da cavidade abdominal.
Outros organismos se encontram associados aos crustáceos ou as suas conchas, que podem ser categorizados por sua localização, isto é, dentro ou fora da concha. Anelídeos ou até mesmo outros crustáceos podem ser encontrados em associação interna com os ermitões, mas não se sabe que tipo de relação ecológica a interação promove, pois os padrões de comportamento de indivíduos em associação com outros organismos não diferem quando comparados com indivíduos que não apresentam tais associações. Alguns poliquetas no entanto podem remover ovos dos tentáculos de ermitões, fenômeno considerado simbiótico que ocorre com o gênero Hydractinia. Os organismos encontrados em associação às conchas ocupadas por ermitões, formam um grupo muito diverso, tanto ao nível de espécie quanto de biomassa. Como os ermitões tomam posse de conchas de gastrópodes, também acabam pode dar função aquela concha que provavelmente seria enterrada por ações de ondas, promovendo locomoção de outros organismos que entram em associação com o ermitão. Os Cnidários são os principais organismos que desempenham associações mutualísticas com ermitões. A presença de anêmonas nas conchas de ermitões impede que eles sejam predados por polvos e outros predadores. Quando da presença de polvos no ambiente, a associação mutualística é induzida e as anêmonas são transferidas fisicamente do substrato para a concha pelos ermitões.
O sexo dos ermitões pode ser reconhecido com exatidão apenas após a extração do animal da sua concha. O dimorfismo sexual pode ser observado nos apêndices dos animais. As fêmeas possuem quatro pleópodes do mesmo tamanho, birrêmios e localizados no lado esquerdo do corpo, enquanto os machos possuem apenas três pleópodes do lado esquerdo. Outra forma de diferenciar machos e fêmeas é a posição do gonóporo, que se encontra no terceiro pereópode nas fêmeas e nos machos, no quinto pereópode.
Variações sazonais nos comportamentos reprodutivos ocorrem na maioria das espécies de ermitões, mas variam conforme a latitude. Algumas espécies de Paguros apresentam comportamento reprodutivo que varia sazonalmente de acordo com as estações do ano, enquanto que na espécie Calcinus laevimanus seu comportamento sexual atinge o ápice entre os meses de Dezembro e Janeiro. O comportamento sexual desses animais segue um padrão etológico que é ainda hoje é muito estudado. Os machos muito maiores do que as fêmeas sexualmente maduras, apresentam comportamento agressivo quando uma fêmea se encontra receptiva. Esse comportamento pode se apresentar ainda em disputas entre machos por uma fêmea, onde machos maiores quase sempre ganham, mostrando assim que o tamanho é importante para o comportamento sexual de ermitões.

### Birgus latro, o maior artrópode terrestre do mundo

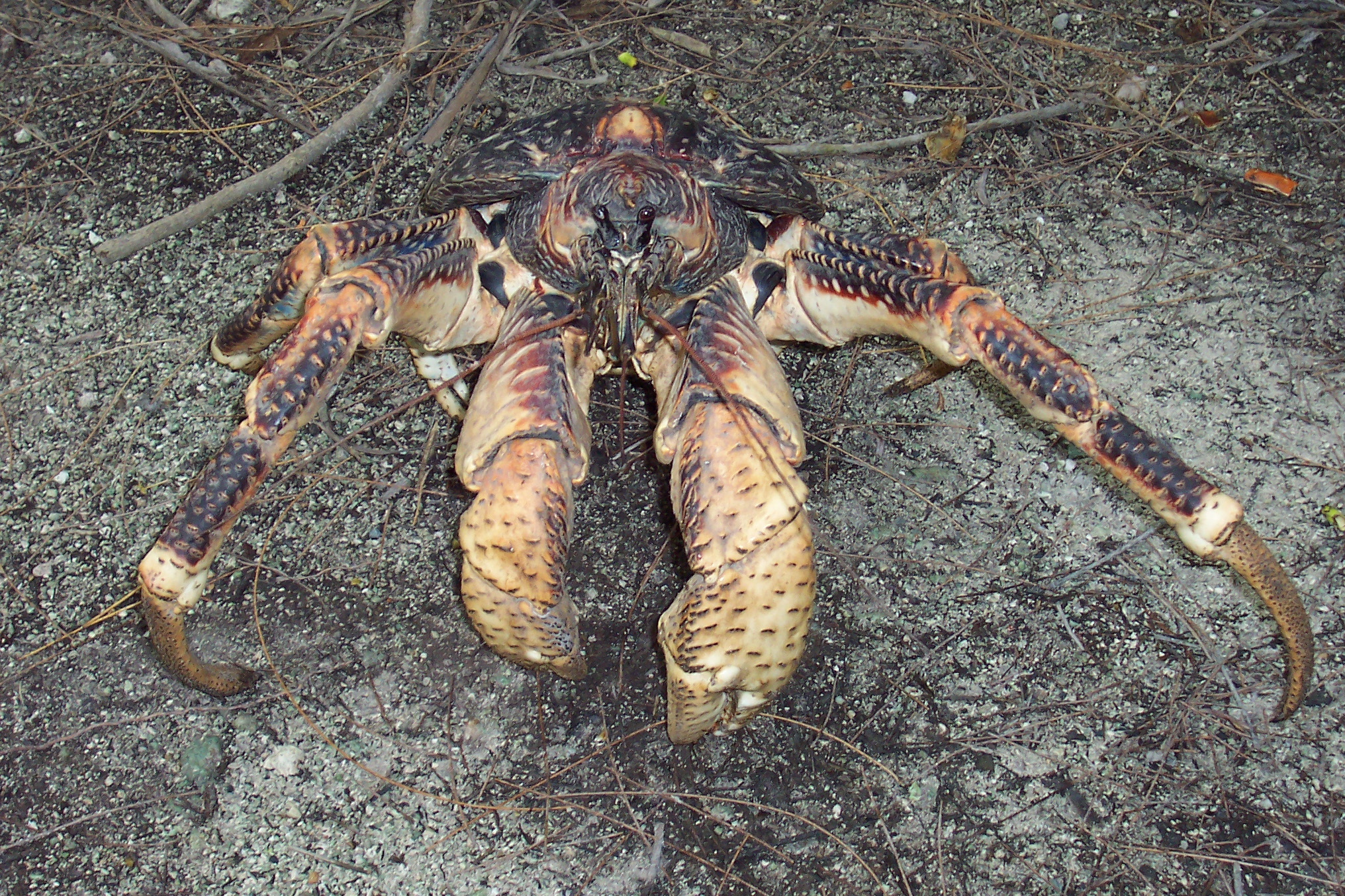
Birgus latro, o maior artrópode terrestre do mundo

Birgus latro, conhecido também pelo nome comum de caranguejo-dos-coqueiros, é uma das espécies mais famosas da família Coenobitidade (divisão da superfamília Paguroidea). É encontrado em diversas ilhas tropicais dos oceanos Índico e Pacífico, sendo considerado o maior artrópode terrestre (e possivelmente invertebrado) do mundo. Está relacionado aos ermitões, mas diferindo destes por apresentar o abdome flexionado e sem a proteção de uma concha de molusco quando são adultos, embora os juvenis as utilizem para proteger os corpos moles.
Seu tamanho reportado varia, mas a maioria dos especialistas considera que o tamanho do corpo pode chegar a 40 cm, pesar até 4.1 kg e pode possuir uma extensão de pernas de quase 1 m. Como é comum em sua superfamília, os machos são geralmente maiores que as fêmeas. Sua carapaça pode chegar a 78 mm de espessura e 220 mm de largura.

## Galatheoidea

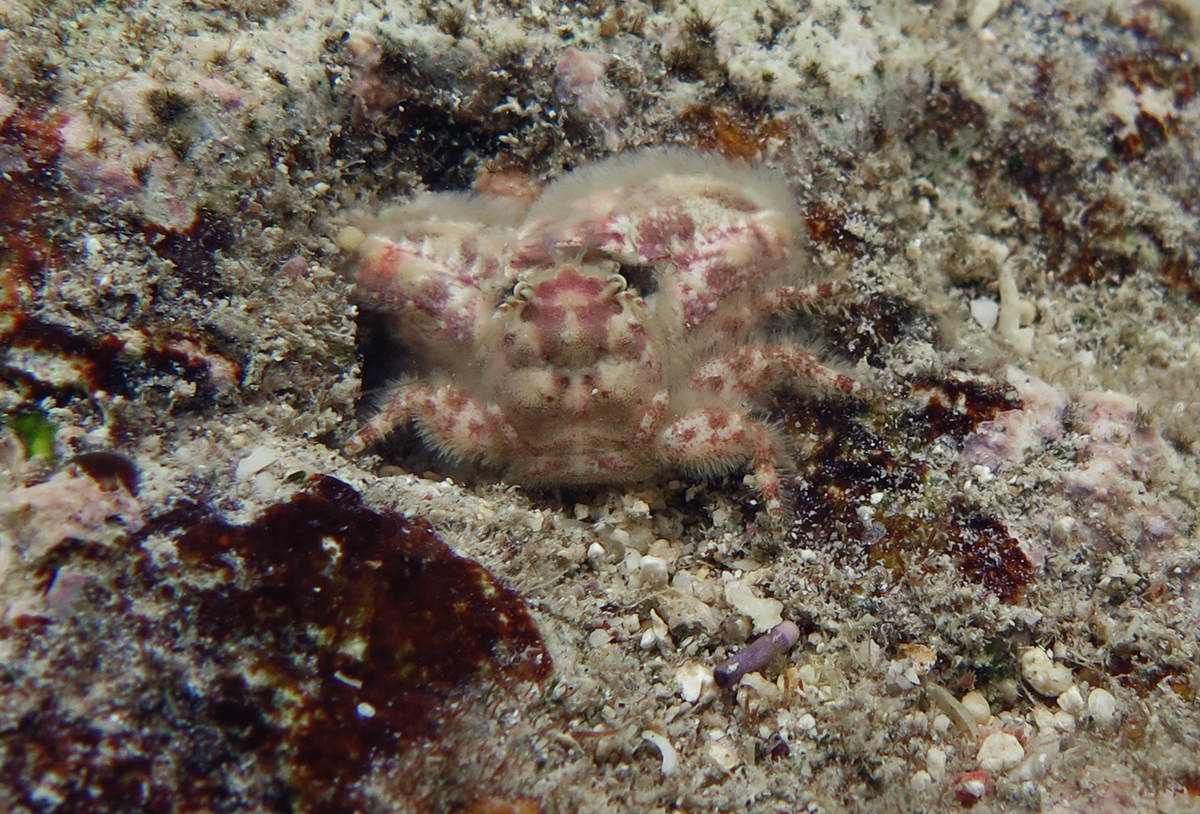
Petrolisthes Tomentosus

Galatheoidea é uma superfamília de crustáceos decápodes da infraordem Anomura que também inclui as importantes famílias Porcellanidae (caranguejos-porcelana) e Galatheidae (sastres), entre outras. Apesar das claras semelhanças morfológicas e de até receberem os mesmos nomes comuns, a relação filogenética entre esta superfamília e a superfamília Chirostyloidea é distante. O registo fóssil conhecido desta superfamília vai até o período Jurássico, através do género Palaeomunidopsis. Hoje se conhece cerca de 1100 espécies vivas.
Os membros deste taxon são simétricos como as lagostas, mas apresentam o abdómen dobrado ventralmente. Também são bentónicos e normalmente habitam fundos rochosos e arenosos, sendo em geral carnívoros (alimentam-se de pequenos crustáceos e poliquetas) ou necrófagos.